# Selman Trtovac
Selman Trtovac (Zadar, 14. avgust 1970) je likovni umetnik iz Beograda.

## Život
Od 1990. do 1993. studirao je slikarstvo na Fakultetu likovnih umetnosti u Beogradu. Marta 1993. prelazi na Likovnu akademiju u Diseldorfu u klasi profesora Klausa Rinkea gde 1997. biva proglašen za majstora, a 2000. godine završava studije. Iste godine se vraća u Beograd. Član Udruženja likovnih umetnika Srbije postaje 2002. godine, a 2003. član Internacionalnog umetničkog gremijuma. Živi i radi u Beogradu.

## Umetnost
Selman Trtovac pripada generaciji umetnika koji su tokom 1990-ih godina artikulisali svoj umetnički jezik u Beogradu i inostranstvu. Početkom 90-ih bio je aktivan u beogradskom Studentskom kulturnom centru. Godine 1993. prelazi u Diseldorf, gde u klasi umetnika Klausa Rinkea nastavlja svoj umetnički razvoj. Obrazovanje stečeno na Fakultetu likovnih umetnosti u Beogradu, koje je podrazumevalo sistematično bavljenje klasičnim medijima i njihovom likovnom problematikom, poslužilo je kao temelj za nastavak školovanja na Likovnoj akademiji u Diseldorfu koja se programski naslonila na iskustva savremene umetnosti 60-ih i 70-ih. Rad sa dva poznata profesora izvršio je značajan uticaj kako na planu umetničkog jezika, tako i u smislu shvatanja suštine umetnosti. To su Klaus Rinke kao pripadnik nemačke konceptualne umetnosti i Janis Kunelis kao važna ličnost u italijanskom umetničkom pokretu Arte Povera.
Sublimacijom ta dva uticaja, akademskog pristupa likovnoj umetnosti i nasleđa savremene umetnosti, nastao je samosvojan likovni jezik koji se ispoljava kroz simboličke iskaze utemeljene na konkretnom egzistencijalnom iskustvu. Razvoj njegovog likovnog izraza ogleda se kroz radove nastale i izlagane od 1997. do danas.

## Umetnička biografija (izbor)
- 2011. Izložba ...tvoji crteži su kao one Tesline energetske linije pored mog pejzaža!, Kulturni centar Grad, Beograd
- 2010. Izložba State of Mind, Galerija ULUS, Beograd
- 2009. Izložba Dijalektika, Galerija Magacin u Beogradu[1]
- 2009. Izložba Ruka umjetnika - Crna ruka/Ruka ubice, Arte galerija u Beogradu[2]
- 2009. Izložba Reallifepresence, Umetnička kuća u Gracu
- 2008. Izložba Ex nihilo nihil fit, Galerija Osmica MKM u Beogradu
- 2007. Izložba „...što traže ekstremnosti da bi znali gde je sredina!“, Galerija savremene umetnosti u Smederevu
- 2005. Izložba i kongres IKG-a, OHNE GRENZEN - WITHOUT BORDERS - PIIRIDETA, Muzej Arhitekture Talin, Estonija
- 2004. Izložba 10 godina Konkordije, Muzej savremene Umetnosti, Beograd
- 2004. IKG Kongres, Lođ i Njeborov, Poljska
- 2003. Izložba Re-discovered, Muzej istorije Jugoslavije, Beograd
- 2001. Izložba Omnibus, Rekapitulacija, galerija SKC-a, Beograd
- 1998. Gost izložbe klase Janisa Kunelisa, Salon muzeja savremene umetnosti, Beograd
- 1997. Izložba , muzej Pinacoteca Molaioli di Fabriano, Italija
- 1997. Izložba , muzej Kunstpalast, Diseldorf
- 1991. 16 bijenale mladih umjetnika, Muzej moderne umjetnosti, Rijeka

## Bibliografija
- Trtovac Selman // Umetnici o krizi slikarstva : Paviljon Cvijeta Zuzorić Beograd, 21. septembar - 3. oktobar 2010. / selektori Milorad Belančić, Ješa Denegri. - Beograd. - Str. 186-217.
- Dijalektika / Selman Trtovac i Radoš Antonijević ; [tekstovi Nikola Dedić ... [et al.] ; fotografije Radoš Antonijević, Selman Trtovac]. - Beograd : M. Bosnić, 2009 (Smederevo : New Press). - 56 str. : ilustr. ; 24 cm -.  978-86-911359-3-5..
- Ruka umjetnika - Crna ruka / Ruka ubice / Ilija Šoškić, Selman Trtovac. - Beograd: Arte Media, 2009. (Beograd: Cicero). - 46 p: -.  978-86-912593-1 неважећи .
- Selman Trtovac: Spirala paha - Crven fesić, nano // Real life presence: Kunstlerhaus Graz, 21. avgust - 27. septembar 2009. - Grac: Umetnička kuća; Novi Sad: Muzej savremene umetnosti Vojvodine, 2009 (Novi Sad: Stojkov). - P. 46-47.
- Intervju meseca: razgovor između Ilije Šoškića i Selmana Trtovca... // Art fama. - ISSN 1452-7170. - Godina 3, br. 32 (2009), pp. 10–18.
- Selman Trtovac: --- što traže ekpemnosti da bi znali gde je sredina! - Smederevo: Muzej u Smederevu, 2007. (Vršac: Triton). - 60 p: ilustr; 24 cm. -.  978-86-80633-32-9..
- / Tatjana Ilić, Milan Blanuša, Selman Trtovac. // Osvetliću tamnu panu meseca / ideja, koncept, izbor Marica Radojičić. - Beograd: Muzej Nikole Tesle, 2007. (Vršac: Triton). - P. 42-45.
- Selman Trtovac // Ideja-ne-realizacija = Idea-non-realisation: Gradska galerija Požega, 29. novembar - 27. decembar 2003. / selektori Darka Radosavljević, Ljubiša Simović. - Požega: Narodna biblioteka, 2003. (Kraljevo: Duga). - P. 61.
- Selman Trtovac // Time codes / V internacionalno bijenale mladih, Vršac 6. jul - 6. septembar 2002. = V International Biennal of Young Artists, Vršac 6. jul - 6. septembar 2002. - Vršac: Centar za savremenu kulturu Konkordija, 2002. (Vršac: Tuli). - P. 154-155.
- Selman Trtovac // Contemporaneo. - Fabriano: Pinacoteca civica Bruno Molajoli, 1997. - P. 42-47.
- Trtovac Selman // , 1996. - P. 84-85.
- Selman Trtovac // , 1997. - P. 318, 331, 347, 409.
- / Selman Trtovac // Gostovanje studenata sa Likovne akademije - Diseldorf u Salonu muzeja savremene umetnosti u Beogradu, 6. mart do 31. mart 1997. = Studenten der Kunstakademie Düsseldorf zu Gast im Salon des Museums der modernen Künste in Belgrad, / tekstovi ; . - Beograd: Muzej savremene umetnosti, 1997. (Beograd: Cicero). - P. 22-23.
- Prostorna pukotina / Selman Trtovac // 16. bienale mladih Rijeka, 27.06-30.09.1991. / odgovorni urednik Berislav Valušek. - Rijeka: Moderna galerija, 1991. - P. 98.

## Spoljašnje veze
- Seecult
- SELMAN TRTOVAC PREDSTAVLJA RADOVE U KULTURNOM KLUBU 4SE MARINA: Nacrtani "Međuljudski odnosi" („Večernje novosti”, 13. februar 2023)